# Carmen Jordá Such
Carmen Jordá Such es arquitecta desde 1978 y catedrática de Composición Arquitectónica desde el año 2003. También es investigadora y crítica en arquitectura y urbanismo, especializada en la historia del Movimiento Moderno europeo y en la confluencia entre cultura técnica y cultura arquitectónica. Es premio de Arquitectura del COACV en los años 1989 y 1990. Ha sido Vicerrectora de los Campus e Infraestructuras de la Universidad Politécnica de Valencia entre 2013 y 2017.

## Trayectoria profesional
Ha desarrollado su carrera como investigadora y crítica de arquitectura, que incluye la realización de textos especializados, el comisariado de exposiciones y la organización de eventos. Sus aportes posibilitan un mejor conocimiento de la ciudad de Valencia, como lo señala el arquitecto Manuel Portaceli.
En 1983 junto a la historiadora Trinidad Simó y al fotógrafo Francesc Jarque, realizaron el libro Valencia centro histórico: guia urbana y de arquitectura. El libro consiste en un exhaustivo recorrido de casi 400 páginas por la Ciutat Vella, por sus cinco barrios que releva sus edificios y monumentos de valor histórico y/o arquitectónico.
Entre sus publicaciones se destacan libros destinados a las obras de referentes españoles de la construcción, como Eduardo Torroja y Fernando Moreno Barberà. (Monografía Universidad Laboral de Cheste).
Se dedica especialmente a la investigación de la arquitectura de Valencia y publica libros en solitario o en coautoría como Comunidad Valenciana, arquitectura en los 90 premios COACV 90-91, 92-93, 94-95 y La vivienda moderna : registro Docomomo Ibérico: 1925-1965. También ha liderado la publicación del catálogo en línea y en DVD de arquitectura moderna y contemporánea del Colegio de Arquitectos de la Comunidad Valenciana (2012).
Ha publicado artículos en revistas de impacto como Arquitectura Viva y ViA-Arquitectura. Forma parte del equipo editorial de Informes de la Construcción . Como defensora del patrimonio se manifiesta en diversos medios de comunicación.
Desde 1996 participa en la Fundación Docomomo Ibérico, donde realiza, entre otras actividades, la catalogación de obras patrimoniales del Movimiento Moderno de la Comunidad Valenciana como la Parroquia de San Nicolás de Valencia, de Eduardo Torroja, la estación de servicio El Rebollet, de Juan de Haro Piñar, el Colegio de las Teresianas de Rafael de la Hoz y Gerardo Olivares James. Además forma parte del grupo de expertos de Docomomo International y en su  publicación periódica Journal tienen dos investigaciones publicadas.
Otro campo importante del compromiso con el estudio de la arquitectura llevado adelante por Carmen Jordá Such es el comisariado de exposiciones. Entre las más relevantes se mencionan la muestra itinerante 20x20 Siglo XX: Veinte obras de arquitectura moderna que dio lugar a la publicación de un libro-catálogo. La muestra tuvo su origen en 1997 bajo el auspicio de la Consellería de Obras Públicas, Urbanismo y Transportes de la Generalidad Valenciana y ha sido presentada en numerosas sedes como en 2012 en la Escuela Superior de Arquitectura de Valencia en 2012. En 2007-2008 presentó la muestra Vivienda moderna en la Comunidad Valenciana en La Nau, Centro Cultural de la Universidad de Valencia y publicó su catálogo. En 2016 participó en la muestra Historias Vividas. Grupos de viviendas en Valencia 1900 - 1980  centrado en vivienda social en diversas sedes entre otras el Colegio Territorial de Arquitectos de Valencia y también participó en su publicación junto a otros reconocidos especialistas.
Destaca además, las exposiciones internacionales, entre ellas Young Architects, London, enero de 2000 y Stijl en 1995, esta última en colaboración con la embajada de los Países Bajos en Madrid.

## Actividad académica
Desde 2003 es catedrática del área de Composición Arquitectónica en la Universidad Politécnica de Valencia. Carmen Jordá Such ha desempeñado el cargo de Vicerrectora de los Campus e Infraestructura,  que se ocupa de la planificación, la ejecución y el equipamiento de las infraestructuras, 
También ha sido evaluadora nacional en las comisiones CNEAI  y ANECA del Ministerio de Educación, Cultura y Deporte entre 2006 y 2016. 

## Reconocimientos
Recibió el Premio de arquitectura del Colegio Oficial de Arquitectos de la Comunidad Valenciana (1988-89) por su tesis doctoral Higiene Urbana y las Infraestructuras de la ciudad de Valencia en el s. XIX que dirigió Trinidad Simó.